# Симон, князь Мухранский
Симон (Свимон) Мухранбатони (груз. სვიმონ [სიმონ] მუხრანბატონი; 17 августа 1726 — 13 февраля 1785) — представитель младшей грузинской царской фамилии Багратиони, князь (батони) Мухранский (1756—1778), а также командир ополчения Шида-Картли и великий магистр царского двора в Картли.

## Биография
Симон был сыном Левана Багратиона-Мухранского (1670—1739), князя Мухранского (1719—1721), и княжны Елены. В 1756 году после смерти своего родственника, князя Константина Мухранского (1735—1756), оставившего малолетних сыновей, Симон Леванович Багратион-Мухранский унаследовал княжеский удел в Мухрани.
Во время русско-турецкой войны 1768—1774 годов, в которой грузины воевали на стороне русских, князь Симон Багратион-Мухранский способствовал победе сына и преемника Теймураза II, царя Картли и Кахети Ираклия II, в апреле 1770 года при Аспиндзе. Во время кампании Ираклий II был оставлен своим союзником, русским генералом графом Тотлебеном. Грузины вынуждены были противостоять превосходящим силам турецко-лезгинской армии. В ночь перед сражением князь Симон Мухранский привел в грузинский лагерь около двух десятков человек и тайно разобрал единственный мост через реку, чем способствовал победе Ираклия над турками-османами.
В 1778 году князь Симон Леванович Мухранский отказался от титула в пользу своего племянника Иоанэ Константиновича и удалился в Россию.

## Семья
Князь Симон Мухранский был дважды женат. Его первой женой была Тамара, её фамилия и происхождение неизвестны. Вторично он женился на княжне Анне (14733-1823), вероятно, дочери князя Александра Картлийского (ум. 1773). У него были следующие дети:
- Князь Кация (ок/ 1764—1826), который имел двух сыновей. Его потомки до сих пор проживают в современной Грузии.
- Князь Георгий (1765—1825). Он был женат на княжне Екатерине Абашидзе (ум. 1822), от которой имел дочь Софио (1809—1847), убитую крестьянами в печально известном инциденте вместе со своим мужем, князем Александр Сумбаташвили (Сумбатовым), и двумя детьми. Иван Сумбатов, выживающий ребенок убитой пары, был отцом грузинско-русского актёра Александра Южина.
- Князь Эрмиа (1780—1862), женат на княжне Кетеван Вачнадзе, от которой у него было шесть детей.
- Князь Давид (ум. 1828), женат, трое детей.
- Княжна Саломея (ум. 1820), жена князя Давида Абашишвили, от которого у неё было трое детей.